# رباط‌سرخ علیا
نام‌رسمی=رباط‌سرخ =Rabat sorkh
|استان=اصفهان
|شهرستان=گلپایگان
|بخش= بخش مرکزی
|دهستان=کناررودخانه
|نام‌ منطقه=رباط سرخ
|نام‌های‌دیگر=
|مسیر=جاده گلپایگان خمین
|نام‌های‌قدیمی=
|سال‌بنیاد=  
|جمعیت= ۱٬۵۱۹ نفر
|رشدجمعیت=
|تراکم‌جمعیت=
|زبان=فارسی.لر،ترک،و...
|مذهب=
|مساحت=
|ارتفاع= 
|میانگین‌دما=
|شمارروزهای‌یخبندان=۳ماه
|ره‌آورد=
|پیش‌شماره=
|وب‌گاه=
|جمله‌خوشامد=
|پانویس=
}}
رباط‌سرخ ، روستایی از توابع بخش مرکزی شهرستان گلپایگان در استان اصفهان ایران است.
این روستا از لحاظ جغرافیایی در شمال شرق شهرستان گلپایگان قرار دارد.
و از جنوب با صحرای لهرامش واز غرب با گوشه یا دره شهیدان=جاده کوه الوند  ارتباط دارد.

## جمعیت
این روستا در دهستان کناررودخانه قرار دارد و براساس سرشماری مرکز آمار ایران در سال ۱۳۸۵، جمعیت آن ۱٬۵۱۹ نفر (۳۹۷خانوار) بوده‌است.(آمار سال هزار وسیصد وهشتادو پنج)